# イリーナ・シェイク
イリーナ・シェイク（Irina Shayk、ロシア語: Ирина Шейк、本名: Irina Valeryevna Shaykhlislamova、Ири́на Вале́рьевна Шайхлисла́мова、1986年1月6日 - ）は、ロシアのモデル、テレビタレント。2011年にアメリカの雑誌『Sports Illustrated Swimsuit Issue』において、ロシア人モデルとして初めて表紙を飾り、世界的な注目を浴びた。Models.comは代表的なファッションモデルの一人としてイリーナ・シェイクを選出している。インスタグラムのフォロワー数は2022年9月時点で1970万人を超える。

## 出生
イリーナは1986年1月6日、当時のロシア・ソビエト連邦社会主義共和国チェリャビンスク州にある人口3万人ほどの町・エマンジェリンスクで、炭鉱労働者として働くヴォルガ・タタール人の父親と幼稚園の音楽教師として働くロシア人の母親の間に産まれた。ヴォルガ・タタール人である父親の外見を色濃く受け継いでいることから、しばしば南米出身と間違われることがあるとニューヨーク・ポストの取材に対して語っている。その他、血縁家族としては姉とその子供3人がいる。
母親が音楽教師だったこともあり、6歳からピアノを始め、9歳の時に音楽学校に入学した。14歳の時に肺炎の影響で父親が他界したことにより母子家庭となった。音楽学校を出た後はマーケティングを学び、姉とともに美容学校へと進学した。周囲の勧めにより在学中に地元のミス・コンテストである「ミスチェリャビンスク2004」に出場し、優勝したことでモデルを志す転機となった。

## キャリア

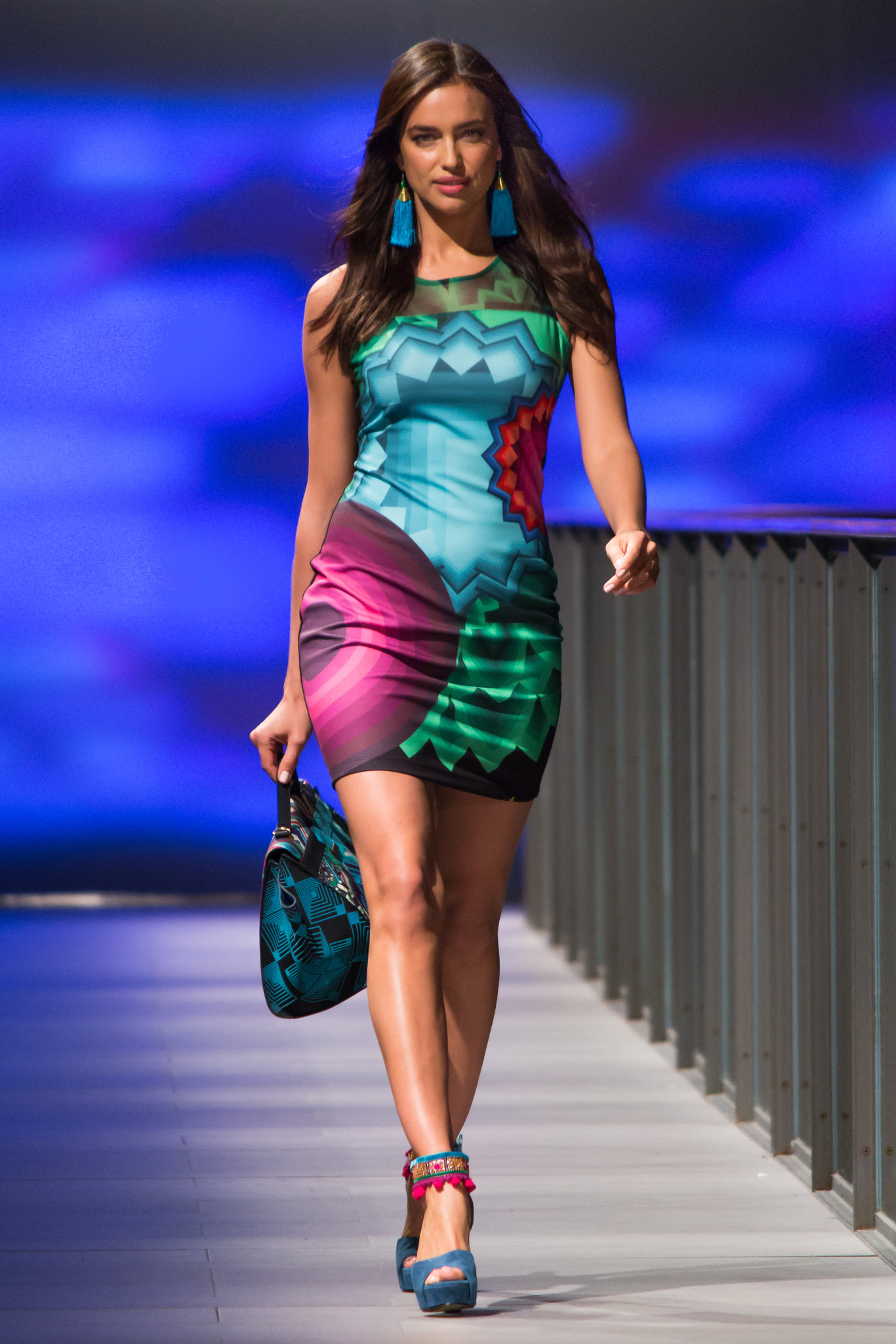
ランウェイを歩くシェイク(2014年)

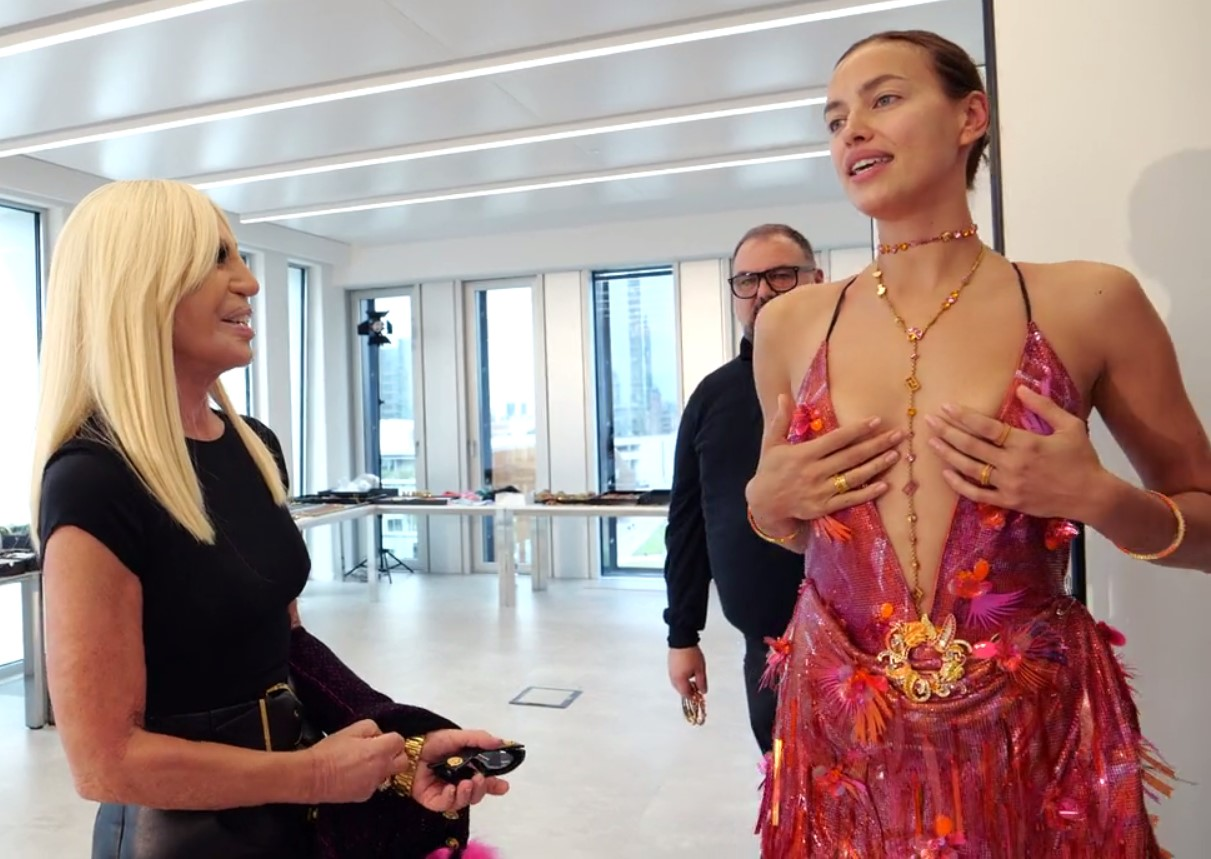
ドナテラ・ヴェルサーチとイリーナ・シェイク(2019年)

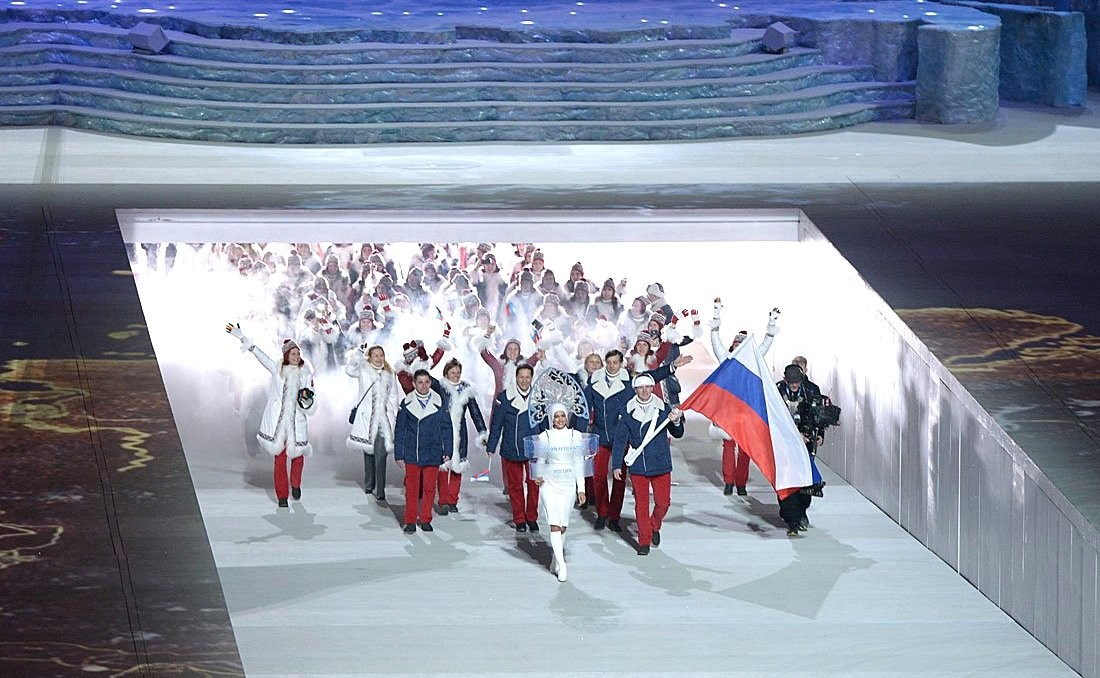
プラカードベアラーとしてロシア選手団を率いるイリーナ・シェイク(2014年ソチオリンピック)

2007年、アナ・ベアトリス・バロスの代役として、イタリアの衣料品ブランドIntimissimiのモデルに抜擢され、アメリカの雑誌『Sports Illustrated Swimsuit Issue』でモデルとしてのデビューを果たした。3年後の2010年にはIntimissimiの公式アンバサダーに就任。その他GUESS、ヴィクトリアズ・シークレット、ラコステ、といったブランドでのモデルを務め、2009年5月にニューヨークのモデルエージェンシーであるIMG Modelsと契約を行った。
2010年よりファストファッションのA/X ARMANI EXCHANGEのモデルを担当する。同年、マルコ・ブランビラが手掛けたカニエ・ウェストのミュージックビデオ『パワー』に出演するなど、活動の場を広げた。2010年はその他、『Ocean Drive』や『GQ』といった雑誌の表紙を飾るなどし、『コンプレックス』が企画した「もっともホットなロシア人女性50人」の第1位にランクインした。一方で水着モデルからハイ・ファッションのモデルを担当するようになり、2010年11月の『ELLE』スペイン版の表紙に抜擢された。グローバルな活躍を見せたシェイクに対し、『グラマー』スペイン版は「2010年ベストインターナショナルモデル」を授与した。一方『GQ』スペイン版で掲載されたヌード写真が画像編集により下着を取り除いたものと主張し、騒動となった。これに対し『GQ』編集部側は彼女がヌード写真を撮るためにポージングしたとする目撃者が15人いると主張している。
2011年には『Sports Illustrated Swimsuit Issue』の表紙を飾ることとなった。ロシア人女性が同誌の表紙を飾るのは史上初のことであった。また、水着ブランドであるLuli Famaのキャンペンガールとしても活動することとなった。『Tatler』ロシア版、『Twelv』、『コスモポリタン』スペイン版、『GQ』メキシコ版、『グラマー』スペイン版、『Amica』イタリア版、『ELLE』スペイン版など多数の雑誌の表紙を飾り、Models.comが企画した「世界でもっともセクシーなモデル20」や、ハンガリーの雑誌『Periodika』が企画した「世界でもっともセクシーな女性」に選出された。2012年も『コスモポリタン』が14か国で春の表紙に採用するなど、前年同様に世界中の様々な雑誌の表紙に登場した。
2013年からはファッションショーにも登場するようになり、ニューヨーク・コレクションではファッションデザイナーのジェレミー・スコットが手掛けた衣装を、パリ・コレクションではジバンシィがデザインした衣装を身に着け、ランウェイを歩いた。また、2014年のソチ冬季オリンピックでは開会式においてロシア選手団のプラカードベアラーを担当した。
モデルとしての仕事と並行しつつ女優としても活動するようになり、2014年にはアメリカの映画『ヘラクレス』においてメガラーの役を演じ、映像作品デビューを果たした。

## 私生活
シェイクは2009年にポルトガルのサッカー選手クリスティアーノ・ロナウドと出会い、交際に発展した。しかし、2015年1月には破局が報じられている。その後、2015年春よりアメリカの俳優ブラッドリー・クーパーと交際の後結婚, 2017年3月21日に娘を出産した。2019年6月に離婚が報じられた。2021年には共演経験もあるアメリカのミュージシャンカニエ・ウェストとの交際が報じられたが、すぐに破局した。その後、2022年にバカンスのためバハマに訪れた際にブラッドリー・クーパーと一緒に写った写真をインスタグラムに投稿し、復縁を検討中と報じられた。

## その他の活動
シェイクは慈善活動として故郷のエマンジェリンスクにある産婦人科病院の支援、小児病棟再建の支援を行っており、ロシアの慈善団体「ポモギ(ロシア語: Помоги)」の代表を務めている。また、ニューヨーク市にあるフードバンクとASPCAにおいても大使として活動している。2022年にはロシアのウクライナ侵攻に対して反対を表明し、SNSを通じて支援を求める活動を行っている。